# Galeria Neptun
Galeria Neptun – centrum handlowo-rozrywkowe położone w Starogardzie Gdańskim. Otwarcie obiektu nastąpiło 25 kwietnia 2015 roku. Całkowita powierzchnia centrum wynosi 54 000 mkw, co czyni je największym tego typu obiektem na Kociewiu. Galeria Neptun powstała na terenach byłej fabryki obuwia „Neptun”.

## Dane techniczne

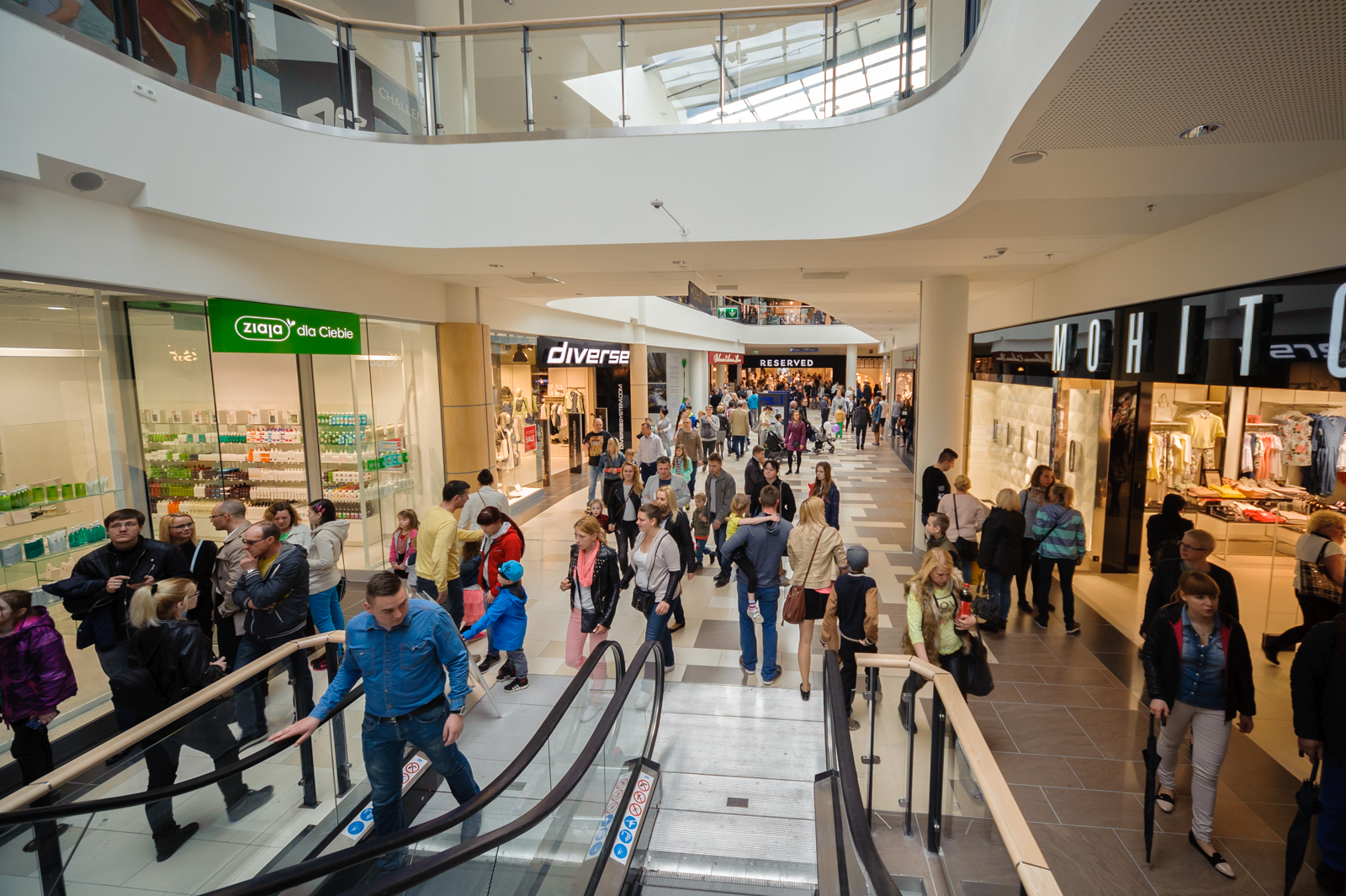
Galeria Neptun w dniu otwarcia

- Otwarcie obiektu: 25 kwietnia 2015 roku[1]
- Powierzchnia całkowita: 54 000 mkw[2]
- Powierzchnia najmu: 25 000 mkw[3]
- Kondygnacje: 3[4]
- Parking podziemny: ponad 600 miejsc[5]

## Położenie
Galeria Neptun położona jest w Starogardzie Gdańskim, przy ul. Pomorskiej 7, pomiędzy ulicami:
- od strony południowej – ul. Pomorska
- od strony północnej – ul. Kościuszki
- od strony wschodniej – al. Jana Pawła II
- od strony zachodniej – ul. Lubichowska

## Budynek

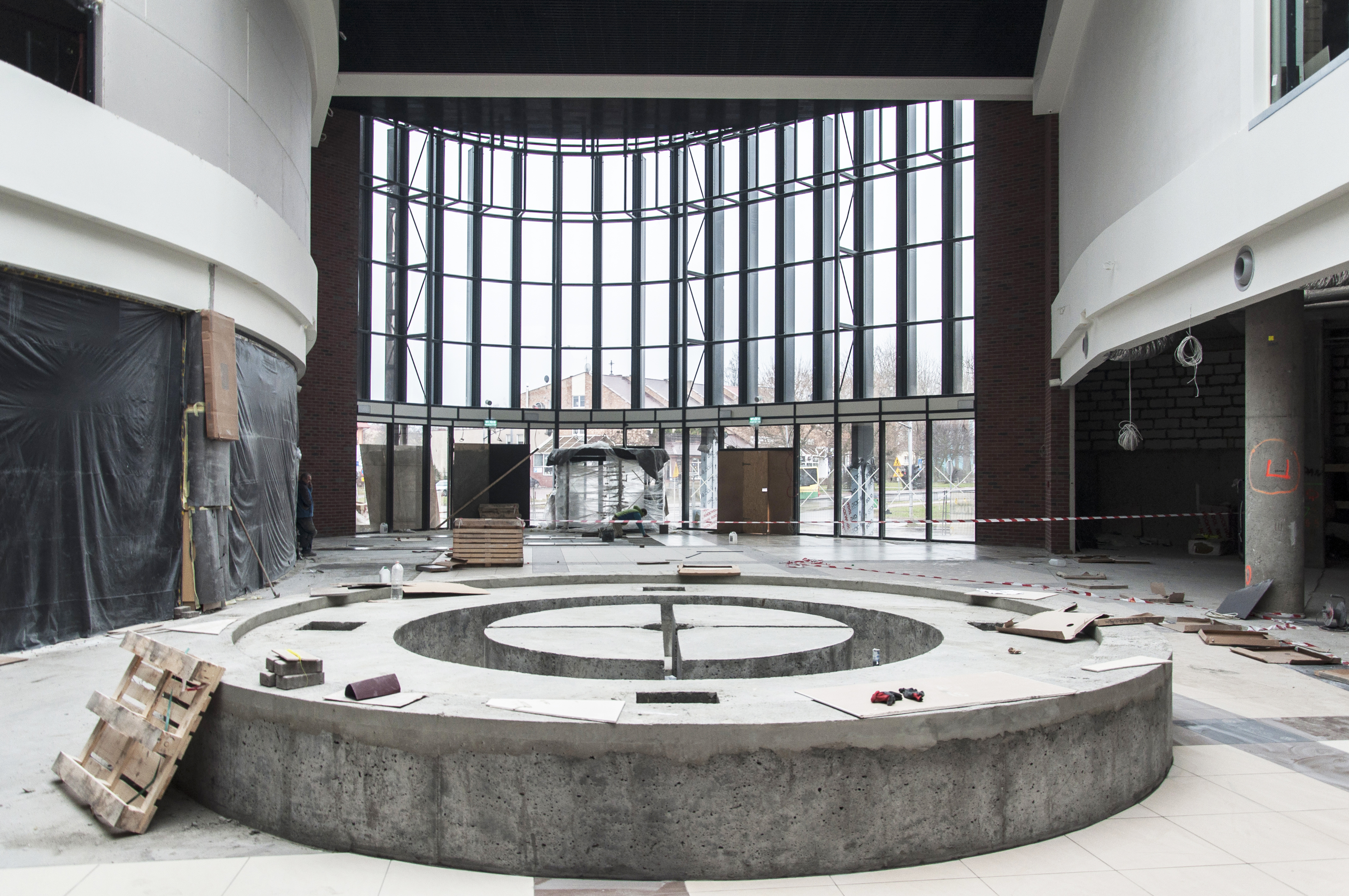
Fontanna mieszcząca się wewnątrz centrum na etapie prac budowlanych (marzec 2015)

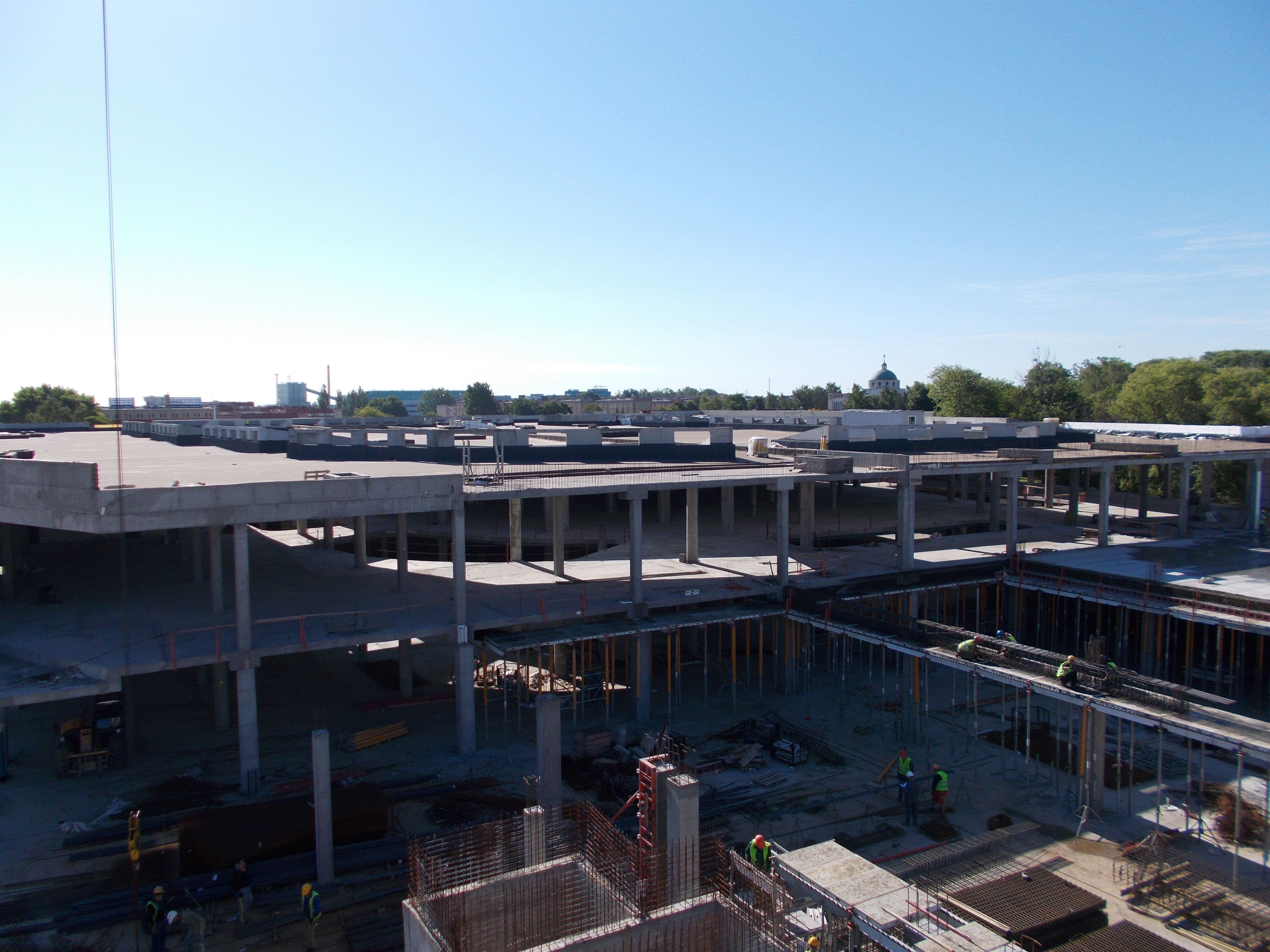
Galeria Neptun na etapie prac budowlanych (czerwiec 2014)

Galeria Neptun ma 2 kondygnacje naziemne oraz parking podziemny o pojemności ponad 600 miejsc parkingowych. Główne wejście mieści się od strony skrzyżowania ul. Pomorskiej i al. Jana Pawła II. W centrum znajduje się też siłownia „Neptun Gym Fitness” oraz 6 salowe kino Cinema City. Największa z sal starogardzkiego multipleksu każdorazowo pomieści 287 widzów.

## Handel
W Galerii Neptun działa około 100 sklepów i punktów usługowych w tym m.in.: restauracje, punkty gastronomiczne i kawiarnie (KFC, Subway, Grycan, Carte d’Or Cafe), Sala Zabaw Honolulu, market spożywczy Intermarche, pralnia oraz automyjnia. W starogardzkim centrum znajdują się sklepy należące do polskiego holdingu odzieżowego LPP (Reserved, Mohito, Sinsay, Cropp, House), a także salony: H&M, New Yorker, Douglas, Rossmann, Carry, Big Star, a wśród marek obuwniczych salony: CCC oraz Wojas.